# Andrea Magi
Andrea Magi (* 14. Juli 1966 in Pesaro, Italien) ist ein ehemaliger italienischer Boxer im Halbschwergewicht. Er war zweimaliger WBO- und auch IBF-WM-Herausforderer, sowie als Amateur unter anderem Teilnehmer der Olympischen Spiele 1988 (Platz 5).

## Amateurkarriere
Magi wurde 1986 Italienischer Meister und startete bei der Europameisterschaft 1987 in Turin, wo er mit Siegen gegen Erich Knechtl aus Österreich und Stanisław Łakomiec aus Polen, sowie einer Niederlage im Halbfinale gegen den späteren sowjetischen Europameister Juri Waulin, eine Bronzemedaille gewann. Bei den Mittelmeerspielen 1987 in Latakia siegte er gegen Ahmed El-Masri aus dem Libanon und Ahmet Canbakış aus der Türkei, ehe er im Finale gegen den Jugoslawen Damir Škaro unterlag und Silber gewann.
1988 nahm er noch an den Olympischen Spielen in Seoul teil. Dort siegte er gegen Pua Ulberg aus Samoa und Brent Kosolofski aus Kanada, ehe er im Viertelfinale gegen den späteren sowjetischen Silbermedaillengewinner Nurmagomed Schanawasow ausschied.

## Profikarriere
Seine Profikarriere dauerte von Februar 1989 bis März 1998, wobei er 20 von 24 Kämpfen gewinnen konnte. Er wurde im Juni 1991 Italienischer Meister und boxte am 29. September 1993 gegen Leeonzer Barber um den WBO-Weltmeistertitel, wobei er nach Punkten unterlag. Am 4. Juni 1994 verlor er beim Kampf um den IBF-Weltmeistertitel nach Punkten gegen Henry Maske.
Seinen letzten Profikampf bestritt er am 20. März 1998 in der Ballsporthalle Frankfurt am Main gegen den WBO-Weltmeister Dariusz Michalczewski und verlor dabei durch TKO in Runde 4.

## Nach dem Boxen
Magi, der vor seiner Boxkarriere eine Kochschule besuchte und Vater von vier Kindern wurde, eröffnete nach seiner Boxkarriere Restaurants in England und den USA.